# Clitòmac de Cartago
Clitòmac (grec antic: Κλειτόμαχος, llatí: Cleitomachus), nascut Hasdrúbal (en púnic, 𐤏𐤆𐤓𐤁𐤏𐤋, ‘zrb‘l; en grec antic: Ἀσδρούβας, llatí: Hasdrubal), fou un filòsof cartaginès que es va traslladar a Atenes cap a l'any 160 aC i va arribar a ser escolarca de l'Acadèmia.
Es va relacionar, cap a l'any 146 aC, amb Carnèades, el fundador de la nova Acadèmia, i en va ser un dels deixebles més distingits; no obstant això, també va estudiar amb els estoics i els peripatètics. Segons Diògenes Laerci, va succeir Carnèades al capdavant de l'Acadèmia quan el mestre va morir l'any 129 aC, i encara ensenyava el 111 aC, segons que diu Ciceró, car a Atenes el va escoltar Luci Licini Cras.
Va escriure prop de 400 llibres, però no se n'ha conservat més que alguns títols i uns quants fragments, procedents de citacions de Ciceró. L'objectiu principal de les seves obres era divulgar el pensament filosòfic del seu mestre Carnèades, de qui mai no va dissentir. Clitòmac va viure a Atenes fins al final de la seva vida, però sempre va recordar Cartago, la seva pàtria, i quan va ser ocupada i destruïda l'any 146 aC a la Tercera Guerra Púnica, va escriure una obra per consolar als seus desgraciats paisans. Aquesta obra l'havia llegit Ciceró, que diu que tenia la intenció de mostrar el consol que ofereix la filosofia fins i tot en les situacions més adverses. Ciceró diu que va llegir amb molta atenció les obres de Clitòmac, pel seu gran talent filosòfic. Fins i tot en va traduir al llatí algunes obres, com ara el titulat De sustinendis offensionibus.
Clitòmac va dedicar dues obres a dos romans eminents: una, al cònsol Luci Marci Censorí, i l'altra, al poeta satíric Gai Lucili. Probablement, també va tractar sobre la història de la filosofia, atès que va escriure una obra intitulada Περὶ αἱρέσεων ('Sobre les escoles filosòfiques'). Fabricius l'inclou a la Bibliotheca Graeca.